# Aladinići
Aladinići – wieś w Bośni i Hercegowinie, w Federacji Bośni i Hercegowiny, w kantonie hercegowińsko-neretwiańskim, w gminie Stolac. W 2013 roku liczyła 1234 mieszkańców, z czego większość stanowili Chorwaci.